# Béké
Un Béké és el nom que rep a les Antilles Franceses un habitant crioll de fenotip blanc descendent dels primers colons europeus i que pertany a la classe econòmica dirigent. Constitueixen poc menys de l'1% de la població local.

## Etimologia
Sembla que la paraula és original de l'igbo (Nigèria), i serveix per a designar un blanc o europeu. La tradició local el fa derivar de la pregunta "eh bé qué?" ("Bé, què?") que assenyala una expressió recurrent dels primers colons. Però aquesta explicació no sembla tenir moltes explicacions etimològiques. Al Carib, on es parla de blanc crioll o blanc kréyòl, o sia BK, d'ací Beke. Una altra origen hauria estat blanc des quais, perquè els colons sovint controlaven les mercaderies del port.
En comparació, el Blanc Péyi qualifica un blanc de França nascut a les Antilles, però no descendent de colons, i que ha adoptat les característiques regionals (com la llengua créole). A Guadalupe no és exacte d'anomenar békés els descendents dels colons. Històricament hi són dits blancs-pays (que no té res a veure amb el blanc péyi martiniquès).

## Condicions socials
A Martinica, els békés representen al voltant de 3.000 persones de 397 732 habitants.
Sobre el conflicte social que va començar el gener de 2009 a les Antilles Franceses: des que s'iniciaren les vagues a principis de Guadalupe, les tensions socials entre békés i la resta de la població de les Antilles franceses es multiplicaren. El moviment LKP acusa els békés de mantenir molta riquesa, mentre que només representen una proporció molt petita de la població.

### Declaracions racistes a un documental televisiu
A començ de 2009, Canal + va emetre un documentari de 50 minuts anomenat Les derniers Maîtres de Martinica, en la qual un membre prominent de la comunitat béké i una de les figures econòmiques més poderoses de l'illa, Alain Huyues Despointes (President del Groupe Alain Huyues Despointes), és enregistrat (obertament, sense càmera oculta) fent una declaració que es podria dir racista: Quan veig famílies de parelles mixtes (blanc i negre), els seus fills tenen diferents colors. No hi ha harmonia. Alguns tenen el mateix tipus de cabells que jo [assenyala els cabells llisos], altres tenen els pèls caragolats. Tots a la mateixa família, amb diferents colors de pell. No crec que això sigui correcte. Hem mirat de preservar la raça ". La veu en off afegeix que els membres de la comunitat béké que es casen amb persones de color, són excomunicats.